# 弗霍德內埃群島
弗霍德內埃群島是俄羅斯的群島，由2個島嶼組成，位於布爾什維克島以南，屬於北地群島的一部分，行政方面由克拉斯諾亞爾斯克邊疆區負責管轄，最高點海拔高度18米。